# ある心の風景
『ある心の風景』（あるこころのふうけい）は、梶井基次郎の短編小説。全6章から成る。京都三高時代の心情を素材に、見つめる風景や事物に自己が投影されることで情景と内面とが融合した「心の風景」が作り出される状態の実感を綴った断想的作品。対象との交感により暗い鬱屈した気持から解放される瞬間の心の微妙な感覚を、俯瞰的なもう一つの自己の視点で捉えることで、さらにその浄化の状態がもたらされることに自覚的になった意識が描かれ、その後の作品に連なる自我分離や死の意識の萌芽が見られる転換的な作品でもある。第4章の「視ること、それはもうなにかなのだ。自分の魂の一部分或ひは全部がそれに乗り移ることなのだ」というモノローグは、梶井文学特有の「存在と認識の交換」的な感覚体験が集約されている言葉として、梶井基次郎を論ずる際によく引用される有名な一節である。

## 発表経過
1926年（大正15年）8月1日発行の同人誌『青空』8月号（第2巻第8号・通巻18号）に掲載された。その後、基次郎の死の前年の1931年（昭和6年）5月15日に武蔵野書院より刊行の作品集『檸檬』に収録された。同書には他に17編の短編が収録されている。
翻訳版は、Robert Allan Ulmer、Stephen Dodd訳による英語（英題：A Landscape of the Soul または Landscapes of the Heart）、Guido Woldering訳によるドイツ語（独題：Landschaft einer Seele）で行われている。

## あらすじ
喬は暗鬱な気持で、部屋の窓から深夜の誰もいない町の情景を凝視していた。風に揺れる夾竹桃や、暗闇に仄白く浮ぶ家の額の白壁を眺めるうちに、喬の意識に浮遊する想念はやがて、そのどこまでが自身の想念で、どこから深夜の町なのかが曖昧になった。
乱雑に紙切れなどが散らかっている喬の部屋は、帙と本もバラバラに転がり、紅茶の滓がピクニック用の湯沸し器に溜ったままであった。喬は遊女から「悪い病気」を移され、憂鬱な思いで夜も眠れずにいた。それより前、喬は自分の足が腫れて二列の歯形のような痕から気味悪く炎症し、どんどんとひどくなる夢を見ていた。
夢の中、喬はその痕を母が爪で圧したからそうなったと文句を言いつつも、ひょっとして女のせいではないかとも閃くが、そのことを母は知らないだろうと思い直し、母を責め続けた。弱った母は「それじゃ、癒してあげよう」と、胸から腹に移っていた喬の腫物の緩んだ皮の一方を、もう一方の皮へ釦をはめるかのようにしていった。そして釦の多いフロックコートを着たようになった喬に、「これは××博士の法だよ」と言った。
こんな夢を見たり、意地の悪いことをした女児に邪慳な娼婦を想起してしまったりと、女を買ったことが一本の楔のように生活の所々に歪を生んだことで、喬は自己嫌悪に陥った。そして現実に「悪い病気」に罹ってしまった喬は、美しいものを見ても心の底から喜べず、その暗い悩みの元である「病める部分」を時々取り出しては眺め、それが「なにか一匹の悲しんでいる生き物の表情」で自分に訴えるように思った。
喬は、四条通の娼家（遊廓）で初めて女を買った晩のことを度々思い出した。喬は女が部屋に来るまでの間、火の見から眺めた夜景に解放される感覚を得て、いつもそこに登ることに決めた。女の熱い肌を抱いた後、喬には平常自分が想っている「女」というものが、その最中ではただの「女の腕」といったものでしかなくなり、女が身支度を整えると再び「女」の姿が現れるように思えた。
ある午後、喬は丸太町の橋の袂から加茂の河原に下り、川向うの道を行き交う人や人力車、空地で働く人々、荒神橋の往来を眺め、「街では自分は苦しい」と思った。そして、こちら岸の高い欅の樹に見入っているうち、自身が梢の中の小さな葉や枝と共に撓んでいるように感じ、「視ること、それはもうなにかなのだ。自分の魂の一部分或いは全部がそれに乗り移ることなのだ」と、その何とも言えない感覚を思った。
喬は夜更けまで街をさまよい、稀に会う酔っ払い以外は人通りのない四条通を彷徨うことがあった。新京極では、昼間は雑踏に埋もれていたような人が少し見受けられたが、そこを抜けると町は静かで、自身の下駄の音と、腰に付けている朝鮮の鈴の枯れた美しい音だけが響いた。昼間の雑踏の中では聞こえず、夜更けの道だけで鳴る鈴の音を、喬は自身の心の象徴のように聞いた。
そうして歩いていくと、部屋の窓からの風景のように町は展け、いつもの道でなく初めて歩く道に見え出し、それと同時にとても親しみのある道にも思え、その瞬間に喬は自分が「とことわの過ぎてゆく者」であることを感じた。そして或る時は自分の現身はなく、鈴の音だけが町を過ぎていくように喬は感じ、或る時にはその澄みきった渓流のような音が身体に染み入り、病気で汚れた血を清めてくれる気もした。
毎夜部屋の窓から見る風景はいつも変わらなかったが、或る夜、喬は木に何かの虫が発しているような青白い一点の光を見つけ、翌晩もその次の夜も、その光を見た。そして寝床の中に入る時にも喬は部屋の闇にその燐光を感じた。喬は、「私の病んでいる生き物。私は暗闇のなかにやがて消えてしまう。然しお前は睡らないでひとりおきているように思える。そとの虫のように…青い燐光を燃しながら…」と呟く。

## 登場人物
喬
昼間でも人通りの少ない入り込んだ町の下宿部屋に住んでいる。暗鬱な気持で部屋の中も片づかない。遊びに来る友人らに、「君の部屋は仏蘭西の蝸牛の匂いがする」「君は何処に住んでも直ぐその部屋を陰鬱にしてしまうんだな」と言われるほどの乱雑な部屋。そこに敷かれた万年床で、昼間も青鷺のように寝て、夕方起きる生活。娼婦から移された「悪い病気」に罹っている。
女
四条通の遊郭にいる娼婦。博多出身。廓の「おかあはん」が気をつけているので身嗜みはきれい。新人ながらも先月は花を何千本も売り、廓で4番目だと自慢する。喬が顔なじみの常連客になると、平気で欠伸しながら束髪の上に載せる丸く編んだ髪を手に持って帰るようになる。その廓には喬の知人Sが泥酔した時についつい買ってしまう醜い女もいて、その唖のように無口な女はSに特殊な性交をさせるという。
※夢の中
喬
地腫れした足に歯形のような二列の痕がある。腫れや痕がどんどん悪化していき、ネーブルの尻のようなものや、古本が紙魚に食い貫かれたような痕もある。足は青く脹れて、腫物は紅いサボテンの花のようだが痛みはない。胸や腹にまで腫物がいつのまにか移っている。
母
喬の母親。喬に「あなたが爪でかたをつけたのじゃありませんか」と強く責められ、息子の腫物を治そうとする。

## 作品背景
※梶井基次郎の作品や随筆・書簡内からの文章の引用は〈　〉にしています（論者や評者の論文からの引用部との区別のため）。

### 京都時代の素材

#### 遊郭での童貞喪失
『ある心の風景』発表から遡ること約5年前、京都の第三高等学校理科甲類（英語必修）の学生だった20歳の基次郎は、1921年（大正10年）10月16日の夜、同校文科の友人の中谷孝雄、津守萬夫と一緒に琵琶湖疎水でボートに乗り、水際の路に上がって月見をした。その際ボートが下流の方に押し流され、基次郎と津守が泳いで食い止めたのをきっかけに競泳をし、すっかり冷えてしまった身体を温めに京都の街の酒場に3人で繰り出した。
泥酔した基次郎は、「俺に童貞を捨てさせろ」と怒鳴り出し、祇園の八坂神社前の電車道で大の字に寝て動こうとしなくなったため、すでに花街通いを経験していた中谷と津守は基次郎を近くの祇園乙部の遊郭に連れて行った。女が来ると基次郎はいくらか故意かのようにゲロを吐いて女を手こずらせたが、やがておとなしく部屋に入っていった。翌朝の勘定の時に金が足らず、基次郎はウォルサムの銀時計を質屋に入れた。
基次郎は翌日の日記に、〈昨日は酒をのんだ、そしてソドムの徒となつた。あの寝る時の浅ましい姿〉と綴り、中谷孝雄にも、「純粋なものが分らなくなった」「堕落した」と時々漏らすようになった。それまで女性を知らなかった基次郎は、中谷が恋人の平林英子を友人（従妹）だと紹介したのもそのまま信じきって、事実を知った時に「瞞ましやがったんや」と怒ったほど純真なところがあった。
その頃、電車通学をしていた基次郎は、いつも乗り合わせていた同校の大宅壮一に、「きみ、女って実につまらんもんだね」と切り出し、大宅が「何がつまらんのか」と質問すると、「ゆうべ俺は女郎買いに行ったんだ。あんなつまらんものはない」と話した。その言葉に文科の大宅は心の中で、「理科にしては変わった奴だ」と思ったという。

#### 堕落の意識
しかしながら、童貞を捨てたことをきっかけに、基次郎の遊郭通いは繰り返されるようになった。そして基次郎の悪酔いの上での狼藉や放蕩生活が急速化していき、そういった生活が約1年以上続いた（詳細は梶井基次郎#劇研究会と放蕩生活を参照）。それと同時に商売女を買うことによる花柳病（性病）への潜在的な恐怖もあり、その思いが高じて見た夢が、約4年後の1925年（大正14年）の日記ノートに記された「帰宅」となり、『ある心の風景』の草稿にもなった。
なお、『ある心の風景』の主人公・喬は現実でも性病を移された設定となっているが、これはあくまでもフィクションで、実際には基次郎は性病に罹患しておらず、友人の浅見篤（浅見淵の弟）から聞いた話が元になっている。
この頃の基次郎は遊郭やカフェーの女より、きりっとした生活をしている友人の妹などに密かに憧れたりしながらも、やけくそのような放蕩と借金生活で後悔の日々を送っていた。結核の肺尖カタルもぶり返し、『檸檬』に描かれているように一個のレモンに疲労と倦怠を慰められるような心境であった。その頃、見かねた友人が基次郎の母親・ヒサの叱声を真似て、泥酔した基次郎を諭したこともあり、母の小言の幻聴が毎晩のように聞えたりした。
1922年（大正11年）12月に2度目の落第が確実となってしまった基次郎は、大阪市西区靭南通2丁目35番地（現・西区西本町1丁目8番21号）の実家に戻り、京都での〈狂的〉な退廃的生活のすべてを両親に告白して泣いて詫びた。父・宗太郎は基次郎に同調して一緒に泣いていたが、厳格な母・ヒサは、息子が女まで買う生活をしていたことを知り、青ざめた苦渋の表情となった。母はその夜からしばらく不眠に悩まされた。
しかし実家での謹慎生活でも基次郎は深夜に高まった性欲に悩まされ、家で雇っている男女が階下で何をしているのかが気になり、〈俺は何といふ獣だらう〉と自己嫌悪を感じた。

#### 母への贖罪と期待
母親を悲しませたことは基次郎に堪え、母へのうしろめたさや様々な鬱屈した気持と、母に癒しを求める心情が、習作の「母親」や「瀬山の話」に発展していった。もし母がいなければ、自分はとうに餓死してしまっているか、情けない罪で牢屋に入っている人間なのだと基次郎は悟った。
そして、こういった母親に対する贖罪の念や、救いを求める期待が『ある心の風景』の第2章の主題にもなり、性病にかかって腫れた患部を母に治してもらおうとする夢から生れた草稿「帰宅」の内容が第2章にほぼ生かされている。

#### 荒神口通の下宿
数か月間の実家での謹慎生活の後、1923年（大正12年）4月に京都市上京区北白川西町（現・左京区）の澤田三五郎方の下宿に戻った基次郎は、三高での2度目の3年生の新学期を迎えた。未払いが溜っていた下宿の家賃代は兄・謙一が母から金を預かり、すでに支払いを済ませてあった。
その後5月頃に上京区寺町荒神口下ル松蔭町（京都御所の東）の梶川方に下宿を変えた基次郎は、この頃に習作の「母親」を書いた。この梶川方の粗壁で紅殻格子の古びた家の下宿生活の様子は習作「貧しい生活より」（1924年）に描かれており、それが元になって、二階の四畳半の部屋から見た風景が『ある心の風景』の第1章に生かされている。
作中では散らかった万年床の部屋として描いているが、よく遊びに行った浅見篤によると、意外にきちっと片づいていたという。

#### 鴨川の風景
『ある心の風景』の第4章で展開されている鴨川の河原での情景は、1924年（大正13年）の秋に書かれたスケッチノートの詩（86行）が元になっている。この年の8月の1か月間、基次郎は姉・冨士の宮田夫婦が住む三重県飯南郡松阪町殿町1360番地（現・松阪市殿町）に養生を兼ねて滞在していた（詳細は城のある町にて#作品背景を参照）。その後、大阪に帰郷した基次郎は、秋に京都の鴨川に行った。
この詩は、エミール・ヴェルハーレンの長詩「都会」からの「かなたには馬車動き、荷車過ぎ　汽車は走り、活力は飛ぶ」といった詩句や、向井去来の「物うりの尻声高く名乗すて」や松尾芭蕉の「加茂のやしろは能き社なり」の句の影響も指摘されている。

#### 朝鮮の鈴
基次郎は、草稿「帰宅」で描いた性病に対する恐怖の夢を利用して、断片的な草稿「朝鮮の鈴」（「心の影」とも呼んでいた）を1925年（大正14年）に書くが、この草稿では文脈的に主人公Nは現実にも性病に罹ったように設定されているが、まだ鈴の音については書かれておらず、草稿名だけにとどまっている。
『ある心の風景』で書かれている朝鮮の鈴の音は、病んだ身体を洗い清めるものとして描かれているが、この癒しの感覚をもたらす鈴は、『檸檬』のレモンに相当するアイテムとなっている。この岡崎公園での博覧会の朝鮮館で友人が買ったという朝鮮の鈴は、浅見篤から聞いた話が元になっている。
主人公の喬が腰に朝鮮の鈴を提げて歩く四条通から曲がる新京極通は、実際に基次郎が三高時代によく歩いていた夜道の光景で、その様子は習作「小さき良心」（1922年）にも描かれている。

### 本稿執筆
1924年（大正13年）3月に、なんとか第三高等学校理科を卒業できた基次郎は、東京帝国大学文学部に入学し、東京での下宿生活になった。この頃は三高時代のような〈狂的〉な放蕩は治まっており、同じく同大学に進んだ中谷孝雄や外村茂らと共に翌年の1925年（大正14年）1月に同人誌『青空』を創刊し、意欲的な文学活動のスタートを切っていた（詳細は青空 (雑誌)#創刊号発刊を参照）。
しかしながら、『青空』の反響はほとんどなく、大学の試験も成績不良で創作活動にも苦吟した。第1号と第2号に『檸檬』と『城のある町にて』を続けて発表して以降は、新たな作品の原稿が出来上がらず、銀座界隈でご馳走を食して贅沢品を買っても神経衰弱のような気分は満たされない日々であった。
基次郎は5月になっても『泥濘』、『ある心の風景』の元草稿と格闘し、京都時代の下宿生活を描いた原稿「貧しき生活より」（1924年）の書き直しに着手して、さらに祇園乙部での体験に関する「心の影」（「朝鮮の鈴」「帰宅」と関連）と呼ぶ原稿の書き上げに取り組んだが、先に『泥濘』の方を仕上げ7月に発表し、その後も別作品の『路上』『橡の花』『過古』などを発表した。
この間、三高時代から親しんでいた松尾芭蕉の理解を深め、友人の近藤直人と『奥の細道』について語り合うなどし、『芭蕉七部集』の『猿蓑』の「きりぎりすの巻」第33句の「昼ねぶる青鷺の身のたふとさよ」から、第1章の〈喬はそんななかで青鷺のやうに昼は寝てゐた〉という一節が想起されることにもなった。
1926年（大正15年）1月頃から冬の寒さで持病の結核が再び悪化し、基次郎は春頃からまた泥酔し無茶をすることが度々あった。外村茂らと銀座のカフェー・ライオンや本郷の百万石で酔っぱらった後、新橋の橋げたを渡り、電車の名札を取って運転手に追いかけられたり、走る市電めがけて、いきなり突進しようとしたりして、同人仲間らが慌てて止めたこともあった。
そうした親不孝な振舞いや体調悪化の鬱屈した気分から三高時代の心境が蘇り、前年途中で放棄していた原稿「貧しき生活より」の焼き直しに7月から取り組んだ基次郎は、草稿「帰宅」「朝鮮の鈴」、鴨川の河原の体験などをまとめた全体の創作に没頭し、7月21日に『ある心の風景』の全原稿が仕上がった。こうして、温めて来た過去の断片が『ある心の風景』として結実し、8月1日発行の『青空』8月号（第2巻第8号・通巻18号）に発表された。

## 作品評価・研究
※梶井基次郎の作品や随筆・書簡内からの文章の引用は〈　〉にしています（論者や評者の論文からの引用部との区別のため）。
『ある心の風景』は、それまでの『檸檬』に見られたように、創造力により現実を変貌させるものとして対象（レモン）と関わっていたのとは異なり、見つめる対象（風景など）との交感や融合により心が解放されるという受動的なものに変化しており、苦悩を凝視する作家的な眼や、後継作品群に連なる自我分離のテーマや死の意識の萌芽が見られる転換的な意味を持つ作品として位置づけられている。また、作中の「視ること、それはもうなにかなのだ。…」から始まる「存在と認識の交換」「内部と外部の相互滲透」的な感覚体験を顕著に示している一節は梶井論でよく引かれるが、『ある心の風景』もこの感覚体験を中心に論じられることが多い。
『ある心の風景』は初出当時も『青空』同人の間で非常に評判がよく、それまで基次郎の作品に辛かった友人の中谷孝雄も絶賛し、外村茂も「苦悩を凝視して動ぜぬ作家の眼と精神ができている」と評している。中谷はその後にも、「頽廃の生活を描いて秋天のやうに澄み切つた傑作」だとしている。
井上良雄は、第4章で顕著な、見つめる対象と一体化し眺める一切の風景が〈心の風景〉となる基次郎の「稀有な」特性について、「対象を見るとは、対象の中に生きること以外ではない」とし、その「原始人の様に感覚だけで世界と交渉する」あり方に、「自我と世界との分離」という「近代知性の苦悶と敗北」を乗り超える活路を見出し、「（梶井）氏の憂鬱とは原始人の憂鬱に他ならない」と考察している。
さらに井上は、『ある心の風景』の〈視る〉行為、「自己喪失」の状態と連なる『ある崖上の感情』での主人公の見る行為、〈恍惚〉の心の状態に触れて、「事実梶井氏にとつては、見ること――己れを放棄して対象の中に更生すること、これ丈が唯一つの生き生きした生き方であつて、これ以外の生き方は、ただ〈見ること〉に還元されてはじめて光彩を放つことが出来るのだ」とも解説している。
ちなみに、この井上の評（詩と散文 1931年6月号に掲載）を読んだ基次郎は非常に注目し、〈この人は僕がながい間自覚しようとして自覚出来なかつたことを剔出してはつきりさせてくれた。僕の観照の仕方に「対象の中へ自己を再生さす」といふ言葉を与へてくれただけでも、僕は非常に有難いことだつた〉と少し言葉を変えて北川冬彦に語っている。
越前実は、井上良雄の見解の「自分が死んで対象が生きて来る」という表現よりも、基次郎本人が井上に共鳴しつつ自身の感覚を〈対象のなかへ自已を再生さす〉と言い表している方が的を射ているとして、基次郎もまた病める近代人であり、安東次男が梶井論で指摘したように、近代の倦怠を味わった者が持つ「物質の不可浸性を無視する」態度を基次郎も持っていたとし、「梶井にとって、殆ど唯一の休息と呼べる時間は、対象に入り込んでいて、対象と一如になってしまう、ほんの短い時間だった」と考察している。
谷彰は、作中の夢に見られる母親に対する基次郎の深層意識について、八木恵子が指摘した母子関係の見解を敷衍し、「夢の中での母親は、加害者であると同時に治療者でもある、という二面性をもって喬の前に現れている」という特性から、基次郎の三高時代の「デカダンス」の要因の根幹に厳格で抑圧的であった母親に対する背反意識があったのではないかとして、基次郎の放蕩は「母権からの離脱」であり、その意味で母親は基次郎を「デカダンスへと追いやった加害者」であったとしている。
しかしその放蕩生活で神経衰弱に陥ってしまった基次郎が、「心身を癒やしてくれる、治療者である母親像」を求めていたことが諸所の習作で散見でき、その両方の母親像が象徴的に現れているのが『ある心の風景』の夢の描写だと谷は解説している。また、母の治療でも不安が解消されないのは、その根本が〈女を買ふ〉という母への裏切り行為であるためだとし、その裏切りは喬自身の「自己の無垢なる精神に対する、堕落した肉体の裏切り」でもあり、「精神の純粋性という一つの自我の拠点」が奪われたことをも意味するとしながら、さらにそこから喬（基次郎）が「精神と肉体の分離」「自然との一体化」によりカタルシスを得ていく内発性を谷は考察している。
そして谷は、朝鮮の鈴によってカタルシスが最高潮に達した第5章で終わらず、終章で〈一点の燐光〉に象徴される〈私の病んでゐる生き物〉が現実として直視され、カタルシスが相対化されている点を重視し、この時期の基次郎が自身の病（結核）の背後に「死」を強く意識し始めた背景を鑑みながら、病という「明確な存在」に意識が注がれている『ある心の風景』を、「青年期の精神病理から〈死〉の意識へと、梶井の危機的現実認識が移行していく、過渡期的作品の一つ」として位置づけ、〈えたいの知れない不安な塊〉を見つめていた『檸檬』の流れからの一つの「ターニングポイント」になっていると解説している。
高橋英夫は、梶井文学に感じる「暗さの明るさ」「明るさの暗さ」という「両義性」について、「両義的というにしては、痛切にある一つのものを目ざし、一つのものに届いている」気がするとし、基次郎が「両義的であるようでいて、唯一なるもの」に達していたことが示されている代表的な箇所が、『ある心の風景』の〈視ること、それはもうなにかなのだ。…〉から始まるモノローグだとし、その「内部と外部の一致」「存在と認識の交換」的な不思議な感覚がもたらされる時、主人公（基次郎）にはそれが「歓喜なのか苦悩なのか」、「自分が暗いのか明るいのか」を「見届けきれないような場所にいま立っている」と思うしかなかったろうと考察している。
そして高橋は、基次郎が実現していた「存在と人間との一元化」（既成の神の観念や思想とは関係なく、感性や意識内部から起きている）に、「五官が溶かされて融合し、一つの透明な感性の祝祭を導き出している」ようなもの、「視覚と聴覚の渾然一体への希求」を感じるとして、『ある心の風景』の梶井文学における意味について以下のように解説している。
柏倉康夫は、『ある心の風景』で基次郎が描こうとした主眼は、いつの間にか身についていた〈凝視る〉という自身の習慣の意味を問うことにあったとし、「間然するところのない精緻な文章」により「情景と心の動き」が描き出され、〈見る〉という行為からもたらされる「至福の瞬間、その歓び」が物語られていると解説し、『城のある町にて』で城跡から景色を眺める主人公の感慨や、「澄んだ音が主人公の波立つ心を鎮める」という同質性についても指摘している。
また柏倉は、第5章で、コロコロと鳴る朝鮮の鈴の〈美しい枯れた音〉により救済の予感を得て心を鎮めた喬が、〈とことはの過ぎゆく者〉と自身を感じるのは、「己を眺める余裕」を取り戻したからだとし、「この感慨こそ梶井が好んで用いる〈旅情〉にほかならない」と解説している。そして最後の第6章での〈青い燐光を燃しながら〉、喬の眠った後も起きているものについては、「闇の中にやがて消えてゆく自我（睡眠あるいは死までを予感させる）と、いつまでも目覚めていて、そうした自分を眺めているもう一つの自我の分離を語っている」として、その「自我の分裂」が後の梶井文学の主要テーマとして発展することを見て、『ある心の風景』を「まちがいなく一つの頂点を画す作品」だと位置づけている。

## おもな収録刊行本

### 単行本
- 『檸檬』（武蔵野書院、1931年5月15日） 
  - 題字：梶井基次郎。四六判。厚紙装。機械函。総271頁
  - 収録作品：「檸檬」「城のある町にて」「泥濘」「路上」「過去」「雪後」「ある心の風景」「Kの昇天―或はKの溺死」「冬の日」「櫻の樹の下には」「器楽的幻覚」「筧の話」「蒼穹」「冬の蠅」「ある崖上の感情」「愛撫」「闇の絵巻」「交尾」
- 『檸檬 梶井基次郎創作集』（武蔵野書院・稲光堂書店、1933年12月1日） 
  - 四六判。ボール紙函。総271頁
  - 収録作品：「檸檬」「城のある町にて」「泥濘」「路上」「過去」「雪後」「ある心の風景」「Kの昇天」「冬の日」「櫻の樹の下には」「器楽的幻覚」「筧の話」「蒼穹」「冬の蝿」「ある崖上の感情」「愛撫」「闇の絵巻」「交尾」
- 『城のある町にて』〈創元選書33〉（創元社、1939年11月29日） 
  - 編集・あとがき：三好達治。四六判。薄紙装。紙カバー。総304頁
  - 収録作品：「檸檬」「城のある町にて」「泥濘」「路上」「過去」「雪後」「ある心の風景」「Kの昇天」「冬の日」「櫻の樹の下には」「器楽的幻覚」「蒼穹」「筧の話」「冬の蝿」「ある崖上の感情」「愛撫」「闇の絵巻」「交尾」「のんきな患者」
- 『檸檬』（十字屋書店、1940年12月20日）
  - 四六判。厚紙装。紙カバー。総271頁
  - 収録作品：「檸檬」「城のある町にて」「泥濘」「路上」「過去」「雪後」「ある心の風景」「Kの昇天」「冬の日」「櫻の樹の下には」「器楽的幻覚」「筧の話」「蒼穹」「冬の蝿」「ある崖上の感情」「愛撫」「闇の絵巻」「交尾」
- 『梶井基次郎集』（新潮文庫、1950年11月25日。改版1967年12月10日、2003年10月30日）ISBN 978-4101096018
  - カバー装幀：船坂芳助。A6判。仮製本。紙カバー
  - 解説：淀野隆三
  - 収録作品：「檸檬」「城のある町にて」「泥濘」「路上」「橡の花」「過古」「雪後」「ある心の風景」「Kの昇天」「冬の日」「桜の樹の下には」「器楽的幻覚」「蒼穹」「筧の話」「冬の蝿」「ある崖上の感情」「愛撫」「闇の絵巻」「交尾」「のんきな患者」
  - ※1967年12月の改版より『檸檬』と改題。
- 『檸檬・冬の日 他九篇』（岩波文庫、1954年4月25日。改版1985年6月）ISBN 978-4003108710
  - 装幀：精興社。A6判。仮製本。紙カバー
  - 解説：佐々木基一。淀野隆三「本書の校訂について」。略年譜。
  - 収録作品：「檸檬」「城のある町にて」「ある心の風景」「冬の日」「筧の話」「冬の蝿」「闇の絵巻」「交尾」「のんきな患者」「瀬山の話」「温泉」
- 『檸檬・ある心の風景 他二十篇』（旺文社文庫、1972年12月10日） ISBN 978-4010611241
  - 挿絵：石岡瑛子。A6判。仮製本。カバー
  - 解説：石川弘。付録：坂上弘「季節感について」。平林英子「思い出は遙かに」
  - 収録作品：「檸檬」「城のある町にて」「泥濘」「路上」「過古」「雪後」「ある心の風景」「Kの昇天」「冬の日」「蒼穹」「筧の話」「冬の蝿」「ある崖上の感情」「櫻の樹の下には」「愛撫」「闇の絵巻」「交尾」「のんきな患者」「闇の書」「海」「温泉」
- 復刻版『檸檬』（日本近代文学館、1974年9月20日）
  - ※ 精選名著複刻全集シリーズ。収録作品は初版と同じ。
- 『ザ・基次郎――梶井基次郎全作品全一冊』（第三書館、1985年10月15日） ISBN 978-4807485109
  - 菊判。仮装本
  - 収録作品：
    - 〔小説〕：「檸檬」「城のある町にて」「泥濘」「路上」「橡の花」「過古」「雪後」「ある心の風景」「Kの昇天」「冬の日」「桜の樹の下には」「器楽的幻覚」「蒼穹」「筧の話」「冬の蝿」「ある崖上の感情」「愛撫」「闇の絵巻」「交尾」「のんきな患者」
    - 〔遺稿・習作〕：「母親」「奎吉」「矛盾の樣な真実」「『檸檬』を挿話とする断片」「夕凪橋の狸」「太郎と街」「瀬山の話」「犬を売る露店」「雪の日」「家」「栗鼠は籠にはいつてゐる」「闇への書」「闇の書」「雲」「奇妙な手品師」「猫」「琴を持つた乞食と舞踏人形」「海」「籔熊亭」「温泉」「貧しい生活より」「不幸」「卑怯者」「大蒜」「鼠」「カッフェー・ラーヴェン」「瀬戸内海の夜」「汽車」「凧」「河岸」「攀じ登る男」「薬」「交尾」「詩」「彷徨」「帰宅前後」「小さき良心」「裸像を盗む男」
    - 〔批評・感想〕：「青空同人印象記」「川端康成第四短篇集「心中」を主題とせるヴァリエイション」「六号記」「『新潮』十月新人号小説評」「『青空語』への感想」「『亞』の回想」「『戦旗』『文藝戦線』七月号創作評」「『青空』のことなど」「詩集『戦争』」「『親近』と『拒絶』」
    - 〔日記、書簡〕：日記、書簡
- 英文版『The youth of things : life and death in the age of Kajii Motojirō』（University of Hawaii Pres、2014年2月） ISBN 978-0824838409
  - 翻訳：Stephen Dodd
  - 収録作品：檸檬（Lemon）、泥濘（Mire）、路上（On the Road）、過古（The past）、雪後（After the Snow）、ある心の風景（Landscapes of the Heart）、Kの昇天（The Ascension of K, or K's Drowning）、冬の日（Winter Days）、櫻の樹の下には（Under the Cherry Trees）、器楽的幻覚（Instrumental Illusions）、筧の話（The Story of the Bamboo Pipe）、蒼穹（Blue Sky）、冬の蝿（Winter Flies）、ある崖上の感情（Certain Feelings on a Cliff Top）、愛撫（Caress）、闇の絵巻（Scroll of Darkness）、交尾（Mating）、のんきな患者（The Carefree Patient）

### 全集
- 『梶井基次郎全集上巻』（六蜂書房、1934年3月24日） - 限定500部
  - 装幀：清水蓼作。染色者：梅原勝次郎。菊判変型厚・紙装。紙函。口絵写真：梶井基次郎（大正13年3月）、梶井基次郎筆蹟「温泉」原稿
  - 付録：淀野隆三・中谷孝雄「編集者の詞」
  - 収録作品：「母親」「奎吉」「矛盾の樣な真実」「『檸檬』を挿話とする断片」「夕凪橋の狸」「太郎と街」「瀬山の話」「犬を売る露店」「檸檬」「城のある町にて」「泥濘」「路上」「雪の日」「橡の花」「家」「過去」「雪後」「ある心の風景」「Kの昇天―或はKの溺死」「冬の日」「栗鼠は籠にはいつてゐる」「櫻の樹の下には」「器楽的幻覚」「闇への書」「蒼穹」「筧の話」「雲」「冬の蝿」「奇妙な手品師」「ある崖上の感情」「猫」「愛撫」「闇の絵巻」「琴を持つた乞食と舞踏人形」「海」「交尾」「籔熊亭」「のんきな患者」「温泉」
- 『梶井基次郎全集全1巻』（ちくま文庫、1986年8月26日）ISBN 978-4480020727
  - 装幀：安野光雅。A6判。仮製本。紙カバー
  - 解説：高橋英夫「存在の一元性を凝視する」。宇野千代「あの梶井基次郎の笑ひ声」
  - 収録作品：「檸檬」「城のある町にて」「泥濘」「路上」「椽の花」「過古」「雪後」「ある心の風景」「Kの昇天」「冬の日」「蒼穹」「筧の話」「器楽的幻覚」「冬の蝿」「ある崖上の感情」「桜の樹の下には」「愛撫」「闇の絵巻」「交尾」「のんきな患者」「詩二つ」「小さき良心」「不幸」「卑怯者」「大蒜」「彷徨」「裸像を盗む男」「鼠」「カッフェー・ラーヴェン」「母親」「奎吉」「矛盾の様な真実」「瀬戸内海の夜」「帰宅前後」「太郎と街」「瀬山の話」「夕凪橋の狸」「貧しい生活より」「犬を売る露店」「冬の日」「汽車 その他」「凧」「河岸 一幕」「攀じ登る男 一幕」「栗鼠は篭にはいっている」「闇の書」「夕焼雲」「奇妙な手品師」「猫」「琴を持った乞食と舞踏人形」「海」「薬」「交尾」「雲」「籔熊亭」「温泉」
- 『梶井基次郎 1901-1932』〈ちくま日本文学全集024〉（ちくま文庫、1992年1月20日）  
  - 装幀：安野光雅。A6判。仮製本。紙カバー
  - 解説：群ようこ「五感の刺激」
  - 収録作品：「檸檬」「鼠」「栗鼠は籠にはいっている」「器楽的幻覚」「愛撫」「桜の樹の下には」「闇の絵巻」「交尾」「Kの昇天」「ある崖上の感情」「母親」「奎吉」「大蒜」「夕凪橋の狸」「城のある町にて」「泥濘」「路上」「橡の花」「過古」「雪後」「ある心の風景」「冬の日」「温泉抄」「蒼穹」「筧の話」「冬の蠅」「のんきな患者」「手紙より」
- 『梶井基次郎全集第1巻 作品・草稿』（筑摩書房、1999年11月） ISBN 978-4480704115
  - 装幀：中山銀士。題簽：梶井基次郎。A5変型判。函入
  - 収録作品：
    - 〔小説〕：「檸檬」「城のある町にて」「泥濘」「路上」「過古」「雪後」「ある心の風景」「Kの昇天」「冬の日」「桜の樹の下には」「器楽的幻覚」「筧の話」「蒼穹」「冬の蝿」「ある崖上の感情」「愛撫」「闇の絵巻」「交尾」「のんきな患者」
    - 〔批評・感想〕：「『新潮』十月新人号小説評」「『亞』の回想」「淺見淵君に就いて」「『戦旗』『文藝戦線』七月号創作評」「『青空』のことなど」「詩集『戦争』」「『親近』と『拒絶』」「講演会 其他」「編集後記（大正15年3月号）」「編集後記（大正15年4月号）」「青空同人印象記」「編集後記（大正15年9月号）」「『青空語』に寄せて」「編集後記（昭和2年1月号）」
    - 〔遺稿・習作・感想〕：「奎吉」「矛盾の樣な真実」「太郎と街」「橡の花――或る私信」「川端康成第四短篇集「心中」を主題とせるヴアリエイシヨン」
    - 〔作文、詩歌・戯曲草稿、断片〕：「秋の曙」「秘やかな楽しみ」「秋の日の下」「愛する少女達」「河岸（一幕）」「永劫回歸」「攀じ登る男（一幕）」「凱歌（一幕）」
    - 〔小説草稿、断片群、草稿〕：「小さき良心」「喧嘩」「鼠」「裸像を盗む男」「不幸」「帰宅前後」「卑怯者」「彷徨」「彷徨の一部発展」「大蒜―水滸伝」「母親」「矛盾の様な真実」「奎吉」「カッフェー・ラーヴェン」「瀬戸内海の夜」
- 『梶井基次郎』〈ちくま日本文学028〉（ちくま文庫、2008年11月10日） ISBN 978-4480425287
  - 装幀：安野光雅。A6判。仮製本。紙カバー
  - 解説：群ようこ「五感の刺激」
  - 収録作品：「檸檬」「鼠」「栗鼠は籠にはいっている」「器楽的幻覚」「愛撫」「桜の樹の下には」「闇の絵巻」「交尾」「Kの昇天」「ある崖上の感情」「母親」「奎吉」「大蒜」「夕凪橋の狸」「城のある町にて」「泥濘」「路上」「橡の花」「過古」「雪後」「ある心の風景」「冬の日」「温泉抄」「蒼穹」「筧の話」「冬の蠅」「のんきな患者」「手紙より」
  - ※1992年1月の〈ちくま日本文学全集024〉と同内容。

### アンソロジー
- 『交錯する軌跡――注釈昭和の短篇小説』（双文社出版、1991年4月1日）
  - A5判。厚クロス装。紙カバー
  - 編集：江頭太助。校注：赤塚正幸、江頭太助、花田俊典、松本常彦
  - 収録作品：梶井基次郎「ある心の風景」、中野重治「鉄の話その一：縄を誰の首にかけるか」、川端康成「白粉とガソリン」、伊藤整「生物祭」、坂口安吾「真珠」、太宰治「トカトントン」、梅崎春生「蜆」、安岡章太郎「ジングルベル」、原民喜「心願の国」